# Gamera tai shinkai kaijû Jigura
Gamera tai Shinkai kaijû Jigura (ガメラ対深海怪獣ジグラ? lett. "Gamera contro il mostro del mare profondo Zigra") anche conosciuto come Gamera vs. Zigra è un film del 1971 diretto da Noriaki Yuasa. È uno dei numerosi film che vedono protagonisti la tartaruga gigante Gamera.

## Trama
Nel 1985 una navicella spaziale aliena attacca una base lunare giapponese e successivamente si dirige sulla Terra. La navicella cattura quattro umani, tra cui due bambini e i loro genitori, e li porta sulla navicella dove una donna aliena rivelando di essere della razza aliena Zigran. La donna ordina alle autorità terrestri di arrendersi, minacciando di uccidere i prigionieri. Gamera interviene per salvare i bambini e i loro genitori e la donna aliena si trasforma in un mostro pesce-spada gigante chiamato Zigra per combattere Gamera. Alla fine, Gamera sconfigge Zigra e lo brucia con il suo respiro infuocato.